# Sudanska funta
Sudanska funta, arapski. جنيه سوداني (junaih), ISO 4217: SDG je valuta Sudana. Dijeli se na 100 piastri (quirsh).
Uvedena je 1956. godine kao zamjena za egipatsku funtu. Sudanska banka izdaje kovanice od: 1, 5, 10, 20 i 50 piastri i novčanice od 1, 2 ,5, 10, 20 i 50 funti.

## Vanjske poveznice
- Sudanska banka